# Diplotaxis aereomicans
Diplotaxis aereomicans är en skalbaggsart som beskrevs av Moser 1918. Diplotaxis aereomicans ingår i släktet Diplotaxis och familjen Melolonthidae. Inga underarter finns listade i Catalogue of Life.